# Lina Cavalieri
Natalina „Lina” Cavalieri (ur. 25 grudnia 1874 w Viterbo, zm. 7 lutego 1944 we Florencji) – włoska śpiewaczka (sopran dramatyczny), aktorka filmów niemych, gwiazda rewii w Paryżu, nazywana najpiękniejszą kobietą świata, od 1900 występowała w operze. Zginęła w trakcie alianckiego nalotu na Florencję.